# Lake Placid (Florida)
Lake Placid ist eine Stadt im Highlands County im US-Bundesstaat Florida mit 2223 Einwohnern (Stand: 2010).

## Geographie
Lake Placid liegt rund 20 km südlich von Sebring sowie etwa 150 km südlich bzw. 160 km südöstlich von Orlando und Tampa.

## Demographische Daten
Laut der Volkszählung 2010 verteilten sich die damaligen 2223 Einwohner auf 963 Haushalte. Die Bevölkerungsdichte lag bei 331,8 Einw./km². 69,6 % der Bevölkerung bezeichneten sich als Weiße, 7,1 % als Afroamerikaner, 0,4 % als Indianer und 1,2 % als Asian Americans. 19,0 % gaben die Angehörigkeit zu einer anderen Ethnie und 2,7 % zu mehreren Ethnien an. 46,1 % der Bevölkerung bestand aus Hispanics oder Latinos.
Im Jahr 2010 lebten in 33,8 % aller Haushalte Kinder unter 18 Jahren sowie 38,4 % aller Haushalte Personen mit mindestens 65 Jahren. 58,3 % der Haushalte waren Familienhaushalte (bestehend aus verheirateten Paaren mit oder ohne Nachkommen bzw. einem Elternteil mit Nachkomme). Die durchschnittliche Größe eines Haushalts lag bei 2,63 Personen und die durchschnittliche Familiengröße bei 3,21 Personen.
28,5 % der Bevölkerung waren jünger als 20 Jahre, 27,0 % waren 20 bis 39 Jahre alt, 21,5 % waren 40 bis 59 Jahre alt und 22,9 % waren mindestens 60 Jahre alt. Das mittlere Alter betrug 34 Jahre. 51,3 % der Bevölkerung waren männlich und 48,7 % weiblich.
Das durchschnittliche Jahreseinkommen lag bei 36.620 $, dabei lebten 26,5 % der Bevölkerung unter der Armutsgrenze.
Im Jahr 2000 war Englisch die Muttersprache von 62,98 % der Bevölkerung und spanisch sprachen 37,02 %.

## Sehenswürdigkeiten
Am 4. Januar 1993 wurde das Old Lake Placid Atlantic Coast Line Railroad Depot in das National Register of Historic Places eingetragen.

## Verkehr
Lake Placid wird vom U.S. Highway 27 durchquert. Der nächste Flughafen ist der Southwest Florida International Airport (rund 120 km südwestlich).

## Kriminalität
Die Kriminalitätsrate lag im Jahr 2010 mit 375 Punkten (US-Durchschnitt: 266 Punkte) im durchschnittlichen Bereich. Es gab vier Raubüberfälle, sechs Körperverletzungen, 28 Einbrüche, 67 Diebstähle und zwei Autodiebstähle.